# Oxyagrion chapadense
Oxyagrion chapadense är en trollsländeart som beskrevs av Costa 1978. Oxyagrion chapadense ingår i släktet Oxyagrion och familjen dammflicksländor. Inga underarter finns listade i Catalogue of Life.